# Silene mollissima
Silene mollissima är en nejlikväxtart som först beskrevs av Carl von Linné, och fick sitt nu gällande namn av Christiaan Hendrik Persoon. Silene mollissima ingår i släktet glimmar, och familjen nejlikväxter. Inga underarter finns listade i Catalogue of Life.